# Tamara Sujúová
Tamara Sujúová, nepřechýleně Sujú (* 1966 Caracas) je venezuelská advokátka a lidskoprávní aktivistka pobývající v politickém azylu v Česku.
Narodila se v roce 1966 v hlavním městě Venezuely Caracasu, kde vystudovala právo na Universidad Católica Andrés Bello.
Je jednou ze zakladatelek neziskových organizací Nueva Conciencia Nacional („Nové národní svědomí“) a venezuelské odnože Dám v bílém. Byla několikrát přednášet v Praze o situaci ve Venezuele, například v roce 2007 na pozvání Václava Havla. Proto když se situace zhoršila a začala se obávat o svoji bezpečnost, požádala o politický azyl právě v České republice. Ten jí byl v listopadu 2014 udělen. Pracuje jako ředitelka sekce pro lidská práva Pražské organizace Casla Institute zaměřené na Latinskou Ameriku. Od února 2019 zastupovala opozičního venezuelského politika Juana Guaidóa v jednáních s českým ministerstvem zahraničních věcí. Na funkci rezignovala 1. srpna 2019.
Jednou z jejích snah je zahájit vyšetřování venezuelské vlády ve věci zločinů proti lidskosti u Mezinárodního trestního soudu v Haagu. K tomu podala zprávu o 536 případech mučení od roku 2014. Proces je ve stádiu předběžného šetření od září 2018.